# Позняковы
Позняко́вы — дворянский род.
Восходит к концу XVI века. Семён Позняков был дьяком (1637). Его сын Иван Семёнович дворянин московский (1676), сотник московских стрельцов (1650).
Представители рода жалованы поместьями (1631).
Род Позняковых внесён в VI и II части родословных книг Смоленской, Калужской, Нижегородской и Тверской губерний.

## Описание герба
Щит разделён крестообразно на четыре части, из коих в верхней части, в голубом поле, изображена серебряная звезда. В правой части, в золотом поле,  красный крест. В нижней части, в красном поле, серебряная шпага. В левой части, в серебряном поле,  натянутый лук и стрела, летящая в правую сторону (польский герб Лук).
На щите дворянский коронованный шлем. Нашлемник: три страусовых пера. Намёт на щите золотой, подложенный голубым и красным. Щитодержатели: два воина, имеющие в руках по одному копью. Герб рода Позняковых внесён в Часть 4 Общего гербовника дворянских родов Всероссийской империи, стр. 101. Дата обращения: 25 июня 2013. Архивировано 30 июня 2013 года..

## Известные представители
- Позняков Иван Семёнович - воевода в Короче (1659-1662 и 1674-1676).
- Позняков Иван - воевода в Валуйках (1665).
- Позняков Данило - воевода в Валках (1677-1678).
- Поздняковы: Иван и Андрей Ивановичи - стряпчие (1692).
- Поздняков Леонтий Иванович - московский дворянин (1692).
- Поздняков Фёдор Потапович - московский дворянин (1695).
- Поздняков Иван Давыдович - дьяк (1712)[2][3].